# Paul Cannon
Paul C. Cannon (* 9. Mai 1897 in Yakima, Washington; † 3. November 1986) war ein US-amerikanischer Politiker. Zwischen 1949 und 1953 und nochmals von 1957 bis 1961 war er Vizegouverneur des Bundesstaates Montana.

## Werdegang
Die Quellenlage zu Paul Cannon ist sehr schlecht. In einem Zeitungsartikel zu den Gouverneurswahlen des Jahres 1960 wird erwähnt, dass er damals 63 Jahre alt und Kaufmann in Butte war. Daher muss sein Geburtsjahr um 1897 gewesen sein. Politisch schloss er sich der Demokratischen Partei an. Zwischen 1940 und 1956 nahm er als Delegierter an allen  Democratic National Conventions teil.
1948 wurde Cannon an der Seite von John W. Bonner zum Vizegouverneur von Montana gewählt. Dieses Amt bekleidete er zwischen 1949 und 1953. Dabei war er Stellvertreter des Gouverneurs und Vorsitzender des Staatssenats. Im Jahr 1956 wurde er erneut in dieses Amt gewählt, das er von 1957 bis 1961 unter Gouverneur J. Hugo Aronson nochmals ausübte. Ein Zeitungsartikel aus dem Jahr 2004 bezeichnet ihn als den schlechtesten Vizegouverneur von Montana, wegen dessen Unfähigkeit der Gouverneur Bedenken hatte, den Staat zu verlassen und Cannon die Amtsgeschäfte in seiner Vertretung zu übertragen. 1960 bewarb sich Cannon erfolglos um das Amt des Gouverneurs. Danach verliert sich seine Spur.